# Gebüg
Gebüg is een plaats in de Duitse gemeente Schönau (Pfalz), deelstaat Rijnland-Palts, en telt 99 inwoners.